# Blacus nitidus
Blacus nitidus är en stekelart som beskrevs av Haeselbarth 1973. Blacus nitidus ingår i släktet Blacus och familjen bracksteklar. Arten är reproducerande i Sverige. Inga underarter finns listade.